# افق مهر
 افق مهر نام یک آلبوم موسیقی اثر پرویز مشکاتیان با صدای ایرج بسطامی، هنرمند ایرانی است که در سبک سنتی تهیه شده و دارای ۹ آهنگ است. گروه عارف اجرای این آلبوم را بر عهده داشته‌است. این آلبوم سومی کار مشترک استاد پرویز مشکاتیان و ایرج بسطامی است که پس از آلبوم‌های افشاری مرکب و مژده بهار عرضه شده‌است. تصنیف‌های معروف افق مهر، مست و خراب، خوش نوای بی نوا و دلم ای وای دلم همه در این آلبوم وجود دارند. این اثر جاودانه در سال زمستان ۱۳۷۱ وارد بازار شد.

## فهرست آهنگ‌ها
| ردیف | آهنگ                                |
| ۱    | پیش‌درآمد همایون                     |
| ۲    | تصنیف افق مهر                       |
| ۳    | ساز و آواز                          |
| ۴    | تصنیف خوش نوای بی نوا               |
| ۵    | ساز و آواز                          |
| ۶    | بیات راجه                           |
| ۷    | تصنیف مست و خرابات                  |
| ۸    | تکنوازی سه تار ـ همایون             |
| ۹    | تکنوازی بربط ـ تصنیف دلم ای وای دلم |

## فهرست هنرمندان
محمد علی کیانی نژاد - نی
بیژن کامکار - دف / تار باس / رباب
کیوان ساکت- تار
کوروش بابایی - کمانچه
پرویز مشکاتیان - سنتور
اردشیر کامکار - کمانچه / قیچک
ارژنگ کامکار - تنبک
حسین بهروزی نیا- بربط